# Альбореа, Франческо
Франческо Альбореа (итал. Francesco Alborea; 7 марта 1691 года, Неаполь — 20 июля 1739 года, Вена), более известный под прозвищем Франчискелло (итал. Francischello) — итальянский виолончелист.

## Биография
Учился в неаполитанской консерватории Санта-Мария-де-Лорето у Джан Карло Кайло. Известно (из воспоминаний Кванца), что в Неаполе он в 1725 году выступал вместе с Фаринелли; в том же году в Риме Франчискелло участвовал в исполнении кантаты Алессандро Скарлатти вместе с не менее известным певцом Никколини — об этом исполнении сохранился восторженный отзыв Джеминиани. С 1726 жил и работал в Вене при дворе графа Уленфельда, где его постоянным партнёром по ансамблю был Франц Бенда. Известно, что под впечатлением от игры Франчискелло Мартен Берто, будущий основоположник французской школы виолончелистов, перешёл на виолончель с виолы да гамба.
Некоторые источники (в частности, фон Вазилевски) утверждают, что в 1739 году Альбореа не умер, а вернулся в Италию и в дальнейшем многие годы жил в Генуе, куда к нему, в частности, ездил брать уроки Жан-Пьер Дюпор. Эту версию оспаривал Франсуа Жозеф Фети, отвергает её и Музыкальный словарь Гроува.